# Sypniewo (Złotów)
Pour les articles homonymes, voir Sypniewo.
Sypniewo (prononciation : [sɨpˈɲevɔ], en allemand : Zippnow) est un village polonais de la gmina de Jastrowie dans le powiat de Złotów de la voïvodie de Grande-Pologne dans le centre-ouest de la Pologne.
Il se situe à environ 15 kilomètres à l'ouest de Jastrowie (siège de la gmina), 32 kilomètres au nord-ouest de Złotów (siège du powiat), et à 121 kilomètres au nord de Poznań (capitale de la Grande-Pologne).

## Histoire
De 1815 à 1945, Zippnow fait partie de l'arrondissement de Deutsch Krone dans le district de Marienwerder au sein de la province de Prusse-Occidentale
De 1975 à 1998, le village faisait partie du territoire de la voïvodie de Piła.

Depuis 1999, Sypniewo est situé dans la voïvodie de Grande-Pologne.